# Żyłki
Żyłki [pronunciación en polaco: /ˈʐɨu̯ki/] es un pueblo ubicado en el distrito administrativo de Gmina Ulan-Majorat, dentro del Condado de Radzyń Podlaski, Voivodato de Lublin, en Polonia oriental. Se encuentra aproximadamente a 12 kilómetros al noroeste de Radzyń Podlaski y a 67 kilómetros al norte de la capital regional Lublin.